# Heinrich Bensing
Heinrich Bensing (* 26. Juli 1911 in Metz, Lothringen; † 30. Dezember 1955 in Frankfurt am Main) war ein deutscher Opernsänger (Tenor).

## Leben
Bensing studierte Gesang in Köln und Wien. Er debütierte als Opernsänger am Opernhaus Hannover. Von 1935 bis 1939 war er festes Ensemblemitglied am Opernhaus Köln. 1938 gastierte er mehrmals sehr erfolgreich am Opernhaus Frankfurt, worauf er als festes Ensemblemitglied engagiert wurde. Der Oper Frankfurt gehörte er dann bis zu seinem frühen Tod im Jahr 1955 an. 1942 wirkte er dort in der Uraufführung der Oper Odysseus von Hermann Reutter als Telemachos mit.
Gastspiele führten Bensing an die Wiener Staatsoper (1940–1944) und an das Opernhaus Leipzig (1942–1944). Mit dem Ensemble der Frankfurter Oper gastierte Bensing 1940 in Belgrad und 1944 am Teatro Liceu in Barcelona. Nach dem Zweiten Weltkrieg hatte er Gastverträge mit der Hamburger Staatsoper (1947–1955), mit der Wiener Staatsoper (1949–1954) und mit dem Opernhaus Köln. An der Wiener Staatsoper sang er nach dem Zweiten Weltkrieg unter anderem Don José in Carmen, die Titelrolle in Hoffmanns Erzählungen, den Herzog in Rigoletto, Radames in Aida, die Titelrolle in Don Carlos sowie Pinkerton in Madame Butterfly. Im Februar 1951 sang er an der Seite von Carla Martinis den Kalaf in der Oper Turandot von Giacomo Puccini.
Im Sommer 1951 gastierte er bei den Salzburger Festspielen als Andres in der Oper Wozzeck unter der musikalischen Leitung von Karl Böhm.

## Repertoire
Bensing sang zu Beginn seiner Karriere häufig das lyrische Tenorfach: Idamante in Idomeneo, Belmonte in Die Entführung aus dem Serail, Alfredo in La Traviata. Gleichzeitig übernahm er das Fach des Jugendlichen Heldentenors wie Max in Der Freischütz, Hans in Die verkaufte Braut und  Hugo in Undine. Bensing galt jedoch insbesondere als geschätzter Sänger im italienischen Repertoire. Er gehörte zu dem „kleinen Kreis deutscher Tenöre, die Stimmglanz und Kraft für die großen Partien der italienischen Oper besaßen.“ Er sang im italienischen Fach – außer den bereits genannten Rollen – unter anderem noch: Manrico in Der Troubadour, Riccardo in Ein Maskenball, Turiddu in Cavalleria rusticana und Cavaradossi in Tosca.

## Tondokumente
Schallplattenaufnahmen, die Bensings Stimme dokumentieren, liegen nicht vor. Es existieren jedoch zahlreiche Rundfunkmitschnitte. Das durch Rundfunkaufnahmen und Live-Mitschnitte  überlieferte musikalische Schaffen von Heinrich Bensing wurde in den letzten Jahren weitgehend auf CD, teilweise in speziellen historischen Dokumentationen, veröffentlicht. 
Sammlern historischer Rundfunkaufnahmen ist Bensing insbesondere durch Opernaufnahmen bekannt, die Ende der 1940er Jahre und Anfang der 1950er Jahre beim Süddeutschen Rundfunk in Stuttgart und beim Hessischen Rundfunk in Frankfurt am Main entstanden. Die italienischen und französischen Opern wurden, der damals gängigen Aufführungspraxis entsprechend, dabei in deutscher Sprache eingespielt. 
In diesen Aufnahmen singt Bensing unter anderem die Titelrolle in Ernani (Symphonie-Orchester des Stuttgarter Rundfunks, Dirigent: Hans Müller-Kray, 1948; nach anderen Angaben Januar 1951), außerdem Manrico (Symphonie-Orchester des Hessischen Rundfunks, Dirigent: Winfried Zillig, 1950), Cavaradossi (Symphonie-Orchester des Hessischen Rundfunks, Dirigent: Kurt Schröder, 1950) und die Titelrolle in Hoffmanns Erzählungen (Symphonie-Orchester des Stuttgarter Rundfunks, Dirigent: Hans Müller-Kray, 1949). Im deutschen Tenorfach ist Bensing in Rundfunkaufnahmen als Max (Symphonie-Orchester des Stuttgarter Rundfunks, Dirigent: Hans Müller-Kray, 1950) und als Aegisth (Symphonie-Orchester des Hessischen Rundfunks, Dirigent: Kurt Schröder, 1953) zu hören. 
Als Partner von Erna Schlüter sang er den Kaiser in Die Frau ohne Schatten. Anlässlich der Wiederveröffentlichung dieser Rundfunkproduktion aus dem Jahre 1950 (Symphonie-Orchester des Hessischen Rundfunks, Dirigent: Winfried Zillig) auf CD wurde insbesondere Bensings „Erfahrung im italienischen Fach“, seine „weitgehend mühelose Bewältigung der unangenehmen Tessitura“ und sein „legatostarker und gut verständlicher jugendlicher Heldentenor“ hervorgehoben.

### Details zu den genannten Tondokumenten (Auswahl)
- Giacomo Puccini: Tosca in deutscher Sprache. Mit Aga Joesten (Tosca), Heinrich Bensing (Mario Cavaradossi), Ferdinand Frantz (Scarpia), Ewald Böhmer (Angelotti), Willy Hofmann (Spoletta), August Hempel (Sciarrone), Rolf Heide (Sagrestano), Chor und Sinfonieorchester des Hessischen Rundfunks, Kurt Schröder (Dirigent). Frankfurt 1950 (Walhall)